# Discidina banawarra
Discidina banawarra är en kräftdjursart som beskrevs av Bruce 1994. Discidina banawarra ingår i släktet Discidina och familjen klotkräftor. Inga underarter finns listade i Catalogue of Life.